# 長田秋濤
長田 秋濤（おさだ しゅうとう、明治4年10月5日（1871年11月17日） - 大正4年（1915年）12月25日）は、劇作家・仏文学者・翻訳家。別号は酔掃堂。本名・忠一（ただかず）。外交官の子として生まれ、『椿姫』の翻訳で名を上げたが、遊蕩生活でも知られ、ロシアスパイの嫌疑をかけられ、南方でゴム園を経営するなど奔放な生涯を送った。

## 経歴
静岡県静岡市西草深町に徳川家直参から外交官になった長田銈太郎の長男として生まれる。フランスなど海外駐在から帰国した父に伴われて幼少期に上京し、学習院に入るも中退し、仙台の第二高等学校に入学。1889年に父親が事故で急逝。
1890年（明治23年）英国ケンブリッジ大学に入学し法律と政治を学んだが、人種差別的な扱いをされて憤慨し、フランスに移り、ソルボンヌ大学で法律を学ぶという名目で外務省留学生となった。演劇にも関心をもち、1893年（明治26年）帰国、『早稲田文学』でフランス演劇紹介や演劇改革を論じた。岐阜県知事小崎利準の娘仲子と下田歌子の媒酌で結婚。伊藤博文に可愛がられ、政界・財界とつながりを持ち、1895年には初代台湾総督となった樺山資紀に随行、1896年には伊藤の推薦で帝国ホテルの支配人となり、1897年（明治30年）には英国ヴィクトリア女王即位六十年祭に伊藤の秘書格で随行し再び渡欧。
帰国後、文学に親しみ硯友社の一派と交わった。川上音二郎らと演劇改良のため働き、翻案戯曲小説『椿姫』を1903年（明治36年）に刊行、尾崎紅葉と縁が深かったが、自然主義の勃興とともに文壇から遠ざかる。1903年8月に日本電報通信社の権藤震二（権藤成卿の弟）が同社発行の『電報通信』紙上で秋濤を露探（ロシアへの情報提供者）と断定したため、名誉棄損で東京地方裁判所に訴えたが敗訴した。同じ頃、紅葉館の芸妓お絹を身請けし、妻妾同居する。お絹は踊り手として川上音二郎一座への参加を頼まれ、巡業先で倒れて1906年に病死。東京の大森を引きはらって大阪に移り、川上一座の座付作者の傍ら、大阪日報社長・吉弘白眼（茂義）の入獄中の主筆として同紙を預かる。
1909年に大倉信太郎出資のゴム園経営のためシンガポールに渡り、現地の邦人らと日本人会を結成し、会長となる。1911年に英国ジョージ五世の戴冠式出席のため渡英した東伏見宮と東郷平八郎、乃木希典が途中シンガポールに立ち寄った際には拝謁を希望したが、日露戦争時の露探嫌疑の件で叶わなかった。1912年に大倉の死去によりゴム園は新組織となり、同社の相談役に退く。晩年は韓国人が建てた神戸市垂水区東垂水仲ノ町の屋敷を借り受けて暮らした。

## 没後
1917年（大正6年）に、南洋開発の書『図南録』が刊行された。本書は秋濤が口述したものを妻が代筆した。跡継ぎとなった末弟の長田戒三（大倉組支配人）により三回忌が開かれ、和田垣謙三、秋山定輔　小川平吉　岡田朝太郎、黒田清輝らが追悼会に集まった。
没後直後に結成された秋濤会により1937年に小冊子『長田秋濤居士』が刊行された。同書では、秋濤の露探事件は、秋濤の後ろ盾であり対露協調論者だった伊藤博文と対立する桂太郎首相の策謀であろうと見ている。
ほとんど忘れられた文学者だったが、1967年に中村光夫が小説『贋の偶像』で扱い、第20回野間文芸賞を受賞した。

## 著書
- 仏蘭西名作梗概 東京専門学校出版部
- 当世二人女婿 脚本ハ仏国世界ハ日本（訳）鳳文館 1887.3
- 菊水 金港堂 1895.3
- 王冠 春陽堂 1899.10
- 金剛石の原野（訳）春陽堂 1900.6
- 西伯利亜蒙古旅行 巴黎至北京 ヴィクトル・メーギヤン 春陽堂 1900.6
- 北氷洋（訳）春陽堂 1900.7
- ヒマラヤ山探検（訳）春陽堂 1900.8
- サハラ大沙漠（訳編）春陽堂 1900.8
- 西部亜弗利加探険（訳）春陽堂 1900.9
- 寒牡丹 尾崎紅葉共著 春陽堂 1901
- 新赤毛布 洋行奇談 文禄堂 1902.5
- 西洋花こよみ ボッカシオ（ボッカチオ）文禄堂 1902.7
- 椿姫 アレキサンドル・ヂュマ・フィス 早稲田大学出版部 1903
- 新々赤毛布 露西亜朝鮮支那遠征奇談 文禄堂 1904.3
- 世界富豪の表裏 博文館 1904.3
- 貧児の成功 金港堂 1905.3
- 恋か情か 金港堂 1905.6
- 怨 スクリープ 隆文館 1906.7
- 祖国 サルヅー（サルドゥ）隆文館 1906.8（三大悲劇 第2巻）
- 愛の比斯馬克（ビスマルク）春陽堂 1909.8
- 世界の魔公園 如山堂書店 1911
- 偉人の家 喜劇 ニコニコ倶楽部 1914
- 図南録 実業之日本社 1917